# 小行星9211
小行星9211（英語：9211 Neese）是一颗围绕太阳公转的小行星。1995年9月19日，太空监视在基特峰发现了此天体。
这颗小行星的绝对星等为266.56778等。